# Unité urbaine de Molsheim
L'unité urbaine de Molsheim est une unité urbaine française centrée sur les deux villes de Molsheim, une des sous-préfectures du Bas-Rhin, et de Mutzig, formant la troisième agglomération urbaine du département.

## Données générales
En 2010, selon l'Insee, l'unité urbaine était composée de dix communes.
En 2020, à la suite d'un nouveau zonage, elle est composée des dix mêmes communes.
En 2022, avec 27 115 habitants, elle représente la 3e unité urbaine du département du Bas-Rhin et occupe le 23e rang dans la région Grand Est.
En 2020, sa densité de population s'élève à 406 hab/km2. Par sa superficie, elle ne représente que 1,41 % du territoire départemental mais, par sa population, elle regroupe 2,37 % de la population du département du Bas-Rhin.

## Composition de l'unité urbaine en 2020
Elle est composée des dix communes suivantes :
| Nom                 | Code Insee | Département | Statut       | Superficie (km2) | Population (dernière pop. légale) | Densité (hab./km2) | Modifier                                    |
| ------------------- | ---------- | ----------- | ------------ | ---------------- | --------------------------------- | ------------------ | ------------------------------------------- |
| Molsheim            | 67300      | Bas-Rhin    | ville-centre | 10,85            | 9 328 (2022)                      | 860                | modifier les données · modifier les données |
| Mutzig              | 67313      | Bas-Rhin    | ville-centre | 8,01             | 6 101 (2022)                      | 762                | modifier les données · modifier les données |
| Avolsheim           | 67016      | Bas-Rhin    | banlieue     | 1,83             | 766 (2022)                        | 419                | modifier les données · modifier les données |
| Dachstein           | 67080      | Bas-Rhin    | banlieue     | 7,46             | 1 755 (2022)                      | 235                | modifier les données · modifier les données |
| Dinsheim-sur-Bruche | 67098      | Bas-Rhin    | banlieue     | 4,98             | 1 486 (2022)                      | 298                | modifier les données · modifier les données |
| Dorlisheim          | 67101      | Bas-Rhin    | banlieue     | 11,53            | 2 626 (2022)                      | 228                | modifier les données · modifier les données |
| Ergersheim          | 67127      | Bas-Rhin    | banlieue     | 6,51             | 1 467 (2022)                      | 225                | modifier les données · modifier les données |
| Gresswiller         | 67168      | Bas-Rhin    | banlieue     | 9,27             | 1 677 (2022)                      | 181                | modifier les données · modifier les données |
| Soultz-les-Bains    | 67473      | Bas-Rhin    | banlieue     | 3,55             | 946 (2022)                        | 266                | modifier les données · modifier les données |
| Wolxheim            | 67554      | Bas-Rhin    | banlieue     | 2,92             | 963 (2022)                        | 330                | modifier les données · modifier les données |

## Évolution démographique
| 1968   | 1975   | 1982   | 1990   | 1999   | 2009   | 2014   | 2020   |
| ------ | ------ | ------ | ------ | ------ | ------ | ------ | ------ |
| 16 888 | 18 395 | 19 231 | 20 925 | 24 045 | 25 597 | 26 443 | 27 170 |

#### Données générales
- Unité urbaine
- Aire d'attraction d'une ville
- Aire urbaine (France)
- Liste des unités urbaines de France

#### Données démographiques en rapport avec l'unité urbaine de Molsheim
- Aire d'attraction de Strasbourg (partie française)
- Arrondissement de Molsheim

#### Données démographiques en rapport avec le Bas-Rhin
- Démographie du Bas-Rhin